# Élisabeth de Schleswig-Holstein-Sonderbourg
Élisabeth de Schleswig-Holstein-Sonderburg (24 septembre 1580 – 21 décembre 1653 à Rügenwalde en Poméranie) est une aristocrate allemande. Elle est duchesse de Schleswig-Holstein-Sonderbourg par la naissance et par mariage duchesse de Poméranie-Stettin.

## Biographie
Elle est fille du duc Jean de Schleswig-Holstein-Sonderbourg (1545-1622) et de sa première épouse Élisabeth de Brunswick-Grubenhagen (1550-1586). Ses parents se marient le 10 août 1568 à Kolding.
Élisabeth, elle-même mariée en 1615, au duc Bogusław XIV de Poméranie. Ils résident à Rügenwalde et après 1625, à Stettin. Sa sœur Sophie épouse le duc Philippe II de Poméranie. Sa sœur Anna est la seconde épouse de Philippe II, le père du duc Bogislaw XIII.
Son mariage reste sans enfant. Après la mort du frère de Bogislaw, Ulrich en 1622, le château de Rügenwalde lui est promis comme douaire. Elle s'y installe après la mort de Bogislaw en 1637.
Son douaire inclut la ville de Rügenwalde, avec qui elle se querelle souvent pendant son veuvage. A Rügenwalde, elle supervise la réalisation du célèbre "autel d'argent" et en fait don à l'Église de sainte-Marie à Rügenwalde, où il est resté jusqu'à la Seconde Guerre Mondiale
Elle est morte à Rügenwalde en 1653. Elle est d'abord enterrée dans l'église du château de Rügenwalde, et plus tard dans la tombe du Roi Eric VII de Danemark, dans l'église de Sainte-Marie.